# 佐々木勲
佐々木 勲（ささき いさお、1937年10月10日 - ）は、山口県出身の元プロ野球選手（捕手）。

## 来歴・人物
下関商業高校では、1955年に夏の甲子園県予選を勝ち抜き西中国大会に進出するが、準決勝で三原高に敗退し、甲子園には出場できなかった。卒業後は明治大学に進学。当時の明大は秋山登、土井淳らが卒業し、立大の黄金時代に入ったこともあり、東京六大学野球リーグでは在学中に優勝には手が届かなかった。ベストナイン（捕手）に2回選出され、4年次の1959年には主将をつとめている。大学同期に池田英俊がいる。
1960年に読売ジャイアンツに入団。1961年6月10日の対中日ドラゴンズ戦で代打サヨナラ安打を放つ。その後、1ヶ月ほどチャンスを与えられるがそれを活かせず、シーズンでもこのサヨナラ打の1安打のみに終わった。2年間で捕手としての先発出場は1960年シリーズ終盤の1試合（他にいわゆる当て馬として数試合に先発出場）、打撃でも2安打にとどまり、1961年オフに自由契約となる。1962年に中日ドラゴンズに移籍。中日では前年オフに吉沢岳男を放出して正捕手の座が空いていたが、ここでも目立った成績を残すことなく、1964年限りで現役引退。

## 詳細情報

### 年度別打撃成績
| 年 度     | 球 団     | 試 合 | 打 席 | 打 数 | 得 点 | 安 打 | 二 塁 打 | 三 塁 打 | 本 塁 打 | 塁 打 | 打 点 | 盗 塁 | 盗 塁 死 | 犠 打 | 犠 飛 | 四 球 | 敬 遠 | 死 球 | 三 振 | 併 殺 打 | 打 率 | 出 塁 率 | 長 打 率 | O P S |
| --------- | --------- | ----- | ----- | ----- | ----- | ----- | -------- | -------- | -------- | ----- | ----- | ----- | -------- | ----- | ----- | ----- | ----- | ----- | ----- | -------- | ----- | -------- | -------- | ----- |
| 1960      | 巨人      | 15    | 7     | 7     | 0     | 1     | 1        | 0        | 0        | 2     | 0     | 0     | 0        | 0     | 0     | 0     | 0     | 0     | 2     | 1        | .143  | .143     | .286     | .429  |
| 1961      | 巨人      | 13    | 12    | 10    | 0     | 1     | 0        | 0        | 0        | 1     | 1     | 0     | 0        | 0     | 0     | 1     | 0     | 1     | 3     | 0        | .100  | .250     | .100     | .350  |
| 1962      | 中日      | 2     | 2     | 2     | 0     | 0     | 0        | 0        | 0        | 0     | 0     | 0     | 0        | 0     | 0     | 0     | 0     | 0     | 0     | 0        | .000  | .000     | .000     | .000  |
| 1964      | 中日      | 5     | 2     | 2     | 0     | 2     | 1        | 0        | 0        | 3     | 1     | 0     | 0        | 0     | 0     | 0     | 0     | 0     | 0     | 0        | 1.000 | 1.000    | 1.500    | 2.500 |
| 通算：4年 | 通算：4年 | 35    | 23    | 21    | 0     | 4     | 2        | 0        | 0        | 6     | 2     | 0     | 0        | 0     | 0     | 1     | 0     | 1     | 5     | 1        | .190  | .261     | .286     | .547  |

### 記録
- 初出場：1960年4月7日、対広島カープ3回戦（後楽園球場）、9回表に捕手として途中出場
- 初打席：1960年5月26日、対中日ドラゴンズ9回戦（後楽園球場）、9回裏に大矢根博臣から凡退
- 初安打：1960年6月26日、対広島カープ13回戦（広島市民球場）、9回表に長谷川良平から二塁打
- 初先発出場：1960年10月2日、対広島カープ25回戦（後楽園球場）、9番・捕手で先発出場

### 背番号
- 6 （1960年 - 1961年）
- 57 （1962年 - 1964年）